# Уллу-Таллыкол
Уллу-Таллыкол (устар. Таллы-Кол) — горная река в России, протекает по Зольскому району Кабардино-Балкарии. Устье реки находится в 1,2 км по правому берегу реки Шаукол. Длина реки составляет 11 км, площадь водосборного бассейна 36,7 км².

## Данные водного реестра
По данным государственного водного реестра России относится к Западно-Каспийскому бассейновому округу, водохозяйственный участок реки — Малка от истока до Кура-Марьинского канала, речной подбассейн реки — подбассейн отсутствует. Речной бассейн реки — Реки бассейна Каспийского моря междуречья Терека и Волги.
- Код водного объекта в государственном водном реестре — 07020000512108200004132[2].